# Sant Esteve de Sofrunys
Sant Esteve de Sofrunys és l'església antigament parroquial del poble desaparegut de Sofrunys, del terme comunal de Glorianes, de la comarca del Conflent, a la Catalunya del Nord.
És a la zona nord-oest del terme comunal, al nord del poble de Glorianes. És a prop al nord-oest de la Collada de Sant Esteve, al nord del lloc on es troba la Mina de Glorianes.
El primer esment documentat de l'església és del 1261, i en consta la categoria de parròquia, tot i que es perdé en despoblar-se el lloc.
És una petita església d'origen romànic d'una sola nau amb absis orientat a llevant, decorat amb arcuacions i bandes llombardes. Se'n conserva quasi tot el mur nord, on es veu l'arrencada de la volta de pedra i els arcs torals, i bona part de l'absis, en el qual s'obren dues finestres de doble esqueixada. Un cop en ruïnes fa cosa d'un segle, ha estat objecte d'espoliació per part de propietaris de segones residències els entorns, que n'han aprofitat els carreus. L'aparell és d'esquist molt ben tallat.

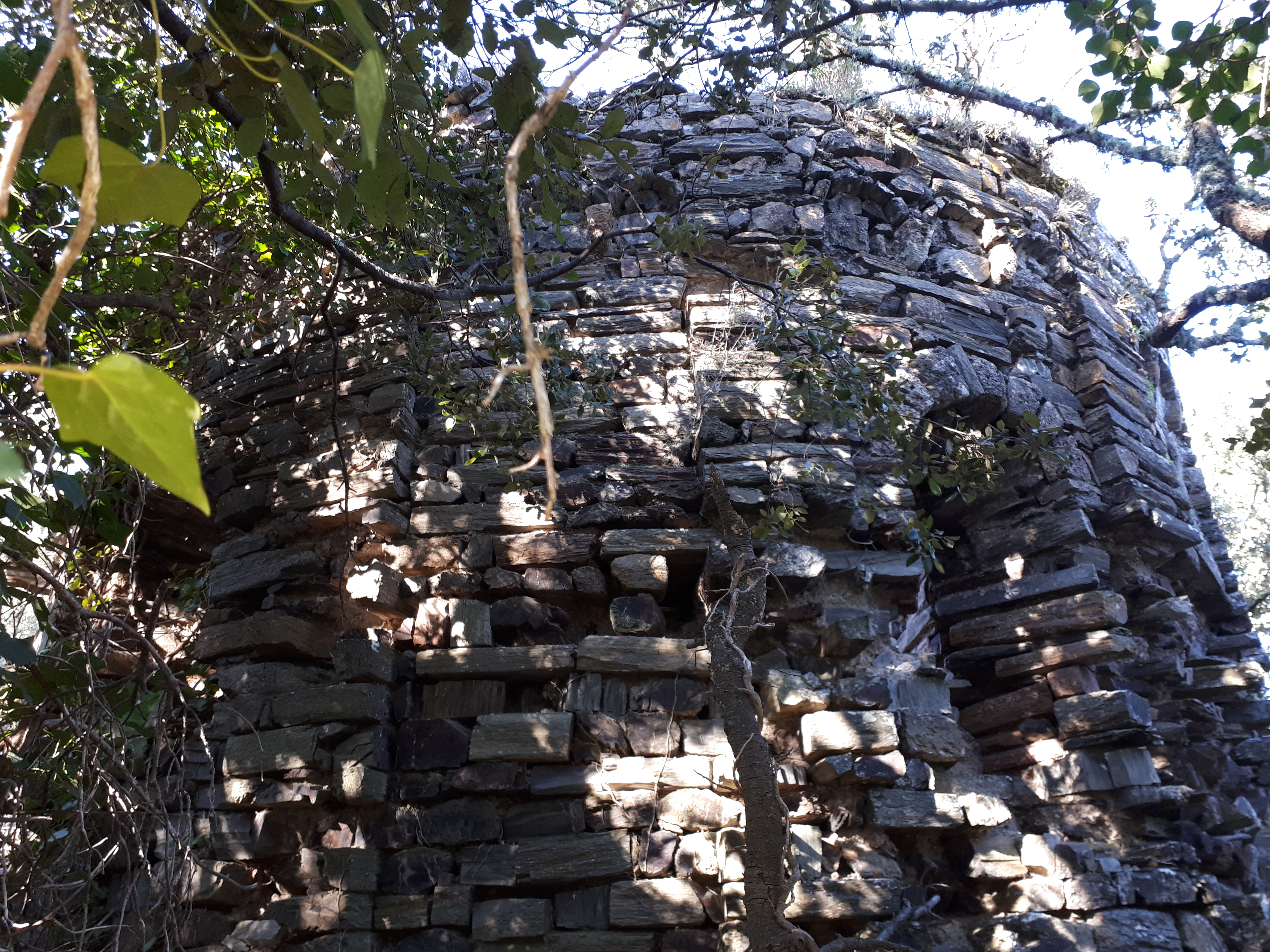
Absis
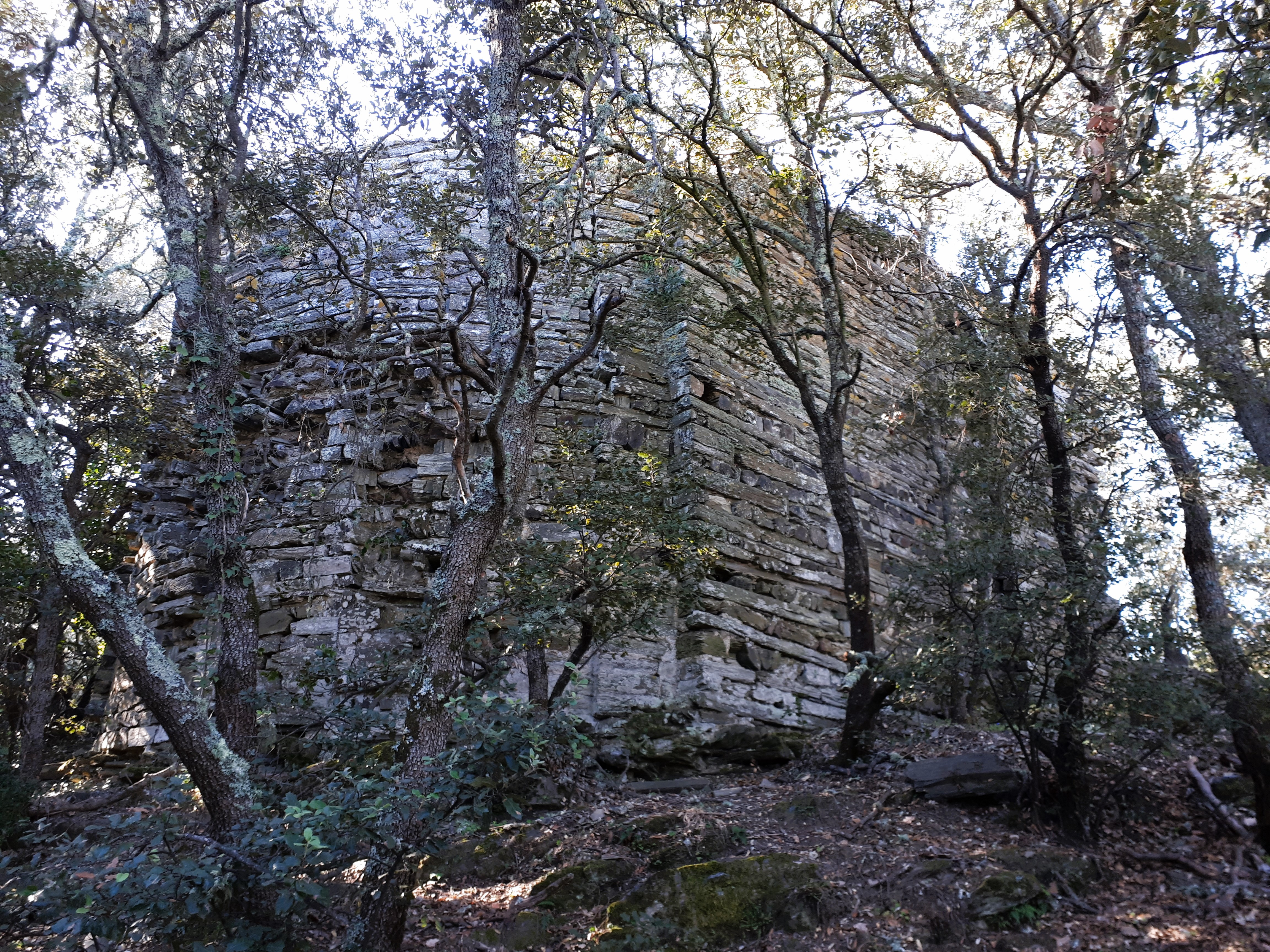
Mur nord